# Gymnasium Oberursel

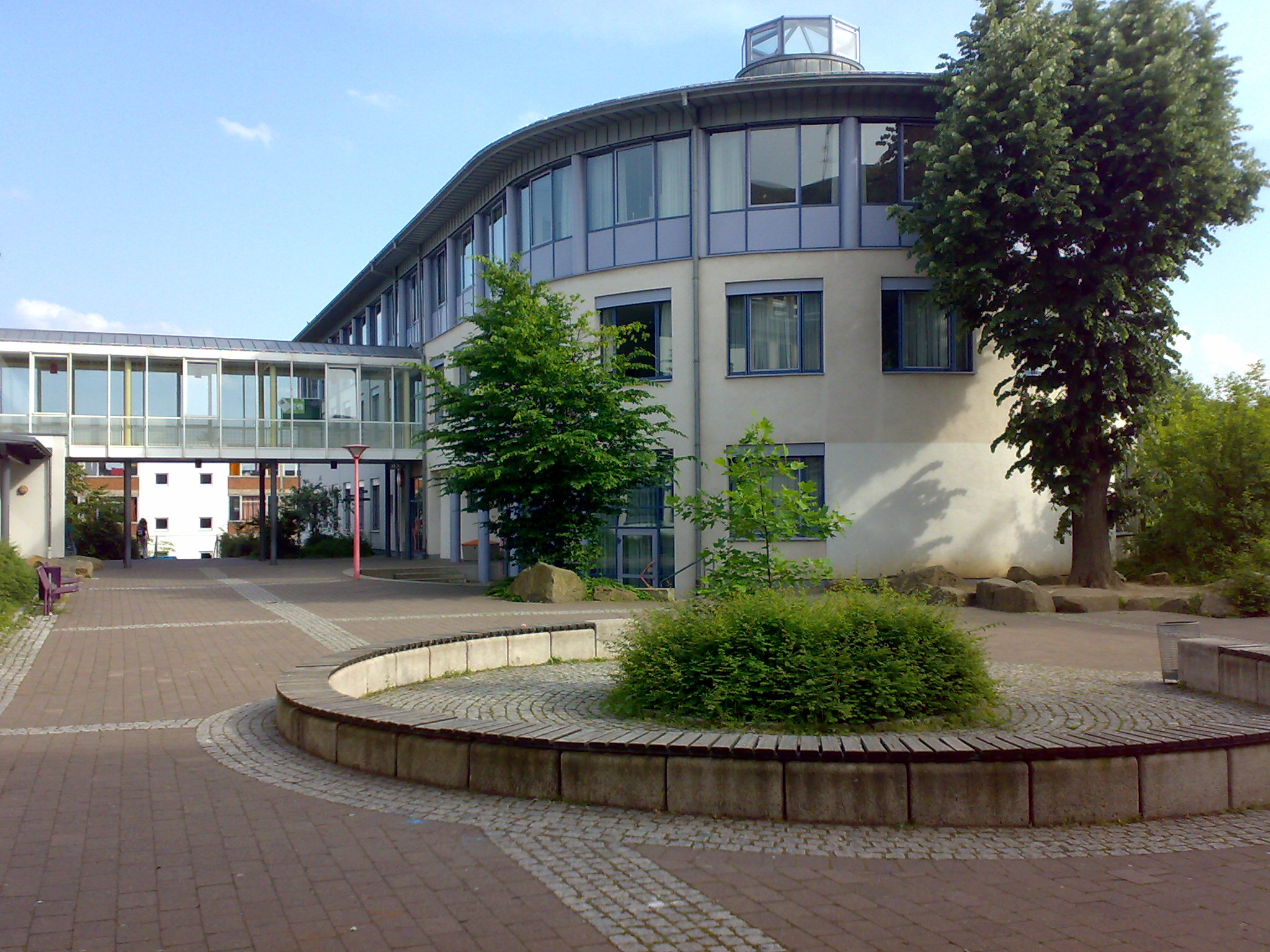
Gymnasium Oberursel vor dem Ausbau 2011/12

Das Gymnasium Oberursel (GO) ist ein Gymnasium in Oberursel (Taunus) im Hochtaunuskreis. Das Gymnasium verfügt über einen zweisprachigen Zweig und setzt einen Schwerpunkt auf Musik, Sprachen und naturwissenschaftliche Fächer.

## Geschichte
Seit der Reformation bestand in Oberursel eine Lateinschule. Nachdem diese 1821 ihren Betrieb einstellte, existierte bis 1862 in Oberursel nur eine Elementarschule. 1862 wurde in der Schulstrasse 22, dem „Realbauernhof“, eine Realschule eröffnet, die mit Ministerialerlass vom 7. August 1876 mit der Volksschule zur Vereinigten Volks- und Realschule zusammengeschlossen wurde. Die Versuche der Stadt Oberursel, ein Realprogymnasium zu errichten, wurden vom Ministerium nicht genehmigt, da die finanzielle Beteiligung der Stadt zu gering war. Auch scheiterte die Anregung, 1885 Mädchen die Aufnahme an der Realschule zu ermöglichen. Neben dem allgemeinen Verbot der Koedukation wurde auf die bestehende höhere Mädchenschule verwiesen. Im Oktober 1910 wurde eine sechsklassige Realschule eröffnet, die 1916 als Oberrealschule anerkannt wurde.
Die Stadt Oberursel schrieb 1911 einen Architekturwettbewerb für ein neues Schulgebäude aus, den der Frankfurter Architekt Franz Thyriot gewann. Am 25. Februar 1913 wurde das Schulgebäude, das Platz für 290 Schüler in neun Klassen bot, feierlich eröffnet. Am 12. September 1916 erfolgte die Anerkennung der Schule als Oberrealschule durch das Ministerium. Am 1. April 1916 war die höhere Mädchenschule bereits als Lyzeum anerkannt worden. 1931 wurde das Lyzeum aufgelöst sowie Jungen und Mädchen gemeinsam unterrichtet. 1936 erhielt die Schule den Namen Oberrealschule für Jungen, obwohl nach wie in Koedukation unterrichtet wurde.
Nach dem Zweiten Weltkrieg wurde die Schule als Realgymnasium wiedereröffnet. Seit 1956 trägt sie den Namen „Gymnasium Oberursel“.
Zum 1. Januar 1970 ging die Schulträgerschaft von der Stadt Oberursel auf den Obertaunuskreis über. Die bundesweite Bildungsdiskussion infolge des Bildungsreformgedankens der 68er-Bewegung machte auch vor Oberursel nicht Halt: Die Schule wurde 1972 in eine Gesamtschule umgewandelt. Aufgrund des Widerstandes der CDU im Kreistag wurde lediglich eine Additive Gesamtschule eingerichtet, bei der die einzelnen Schulformen unter einem gemeinsamen Dach weiter bestanden. Nach der Landtagswahl in Hessen 1987 setzte die Union das Schulfreiheitsgesetz durch. Die Gesamtschule wurde daraufhin 1988 aufgeteilt: Der Hauptschul- und der Realschulzweig wurden in die 500 Meter entfernte Erich-Kästner-Schule ausgelagert, das Gymnasium erhielt seinen alten Namen zurück.

## Unterrichtsangebot
Das Gymnasium Oberursel legt einen Schwerpunkt auf musikalische und zweisprachige Bildung. So werden ab der fünften Klasse spezielle Streicher- und Bläserklassen angeboten, in denen jeder Schüler ein Instrument spielt, mit dem regelmäßig in der Schule geprobt wird. Zudem gibt es Gesangsklassen, bei denen der Umgang mit der Stimme wesentlicher Inhalt ist.
Im Rahmen des Sprachunterrichts werden in Oberursel teilweise der Geschichts- und Erdkundeunterricht in englischer Sprache angeboten. Der naturwissenschaftliche Unterricht wird momentan im Fach Biologie in Englisch angeboten. Auch das Abitur kann in Biologie bilingual abgelegt werden. Fachunterricht in Französisch, Spanisch, Latein und Deutsch runden das Sprachangebot ab.
Auch in der Mathematik sind die Schüler des Gymnasiums Oberursel besonders stark: So nehmen die Oberurseler an vielen Mathematikwettbewerben erfolgreich teil. Für die Mittelstufe wird nachmittags ein Mathetreff angeboten. Darüber hinaus existiert eine Betreuung von Teilnehmergruppen zum Wettbewerb Jugend forscht.
Dafür verfügt die Schule über diverse Computerräume, was es auch ermöglicht, Präsentationen in großen Gruppen zu erstellen. Zudem werden jedes Jahr für die Schüler der fünften bis achten Klassen Computerkurse durchgeführt, die ihnen neben den wichtigsten Grundkenntnissen des Microsoft-Office-Pakets auch erweiterte Fähigkeiten wie Internetrecherche und Webseitenprogrammierung vermitteln. Beachtenswert ist, dass dieser Kurs allein von Schülern veranstaltet und geplant wird.
Außerdem werden am Gymnasium Oberursel viele Arbeitsgemeinschaften (AG) angeboten. Dazu zählen zum Beispiel die Chronik-AG, die jedes Jahr eine Schulchronik herausgibt, die Naturwissenschafts-AG für die sechste Klasse, die Theater-AG für die Oberstufe und die Musical-AG für alle Klassen.
Außerdem gibt es am Gymnasium Oberursel einen Schulsanitätsdienst, welcher sich im Schulalltag und bei schulischen Veranstaltungen um verletzte Mitschüler kümmert. Dieser Schulsanitätsdienst ist Teil der Kooperation der Schulsanitätsdienste im Hochtaunuskreis.
Neben all dem gibt es ebenfalls eine Schülervertretung, welche diverse Aktionen wie den Verkauf von Schokoladen-Nikoläusen in der Vorweihnachtszeit oder den Verkauf von Rosen um den Valentinstag herum durchführen. Die SV ist zudem beteiligt bei Aktionen wie dem jährlichen Hoffest. Sie verfügt über einen eigenen Raum im Altbau, in welchem jede Woche donnerstags in der zweiten Pause die SV Sitzungen abgehalten werden.

## Veranstaltungen
Jedes Jahr finden zwei große Konzerte (je eines im Winter und im Sommer) des Sinfonieorchesters, der Chöre und der Streicher-, Bläser- und Chorklasse statt. Die Musical-AG der Schule führt seit 1989 jedes Jahr ein Musical auf. Die 1988 gegründete Theater-AG „Irre-Parabel“ führt regelmäßig selbst erdachte und fremde Produktionen auf. Außerdem setzt sich die Schülervertretung des Gymnasiums Oberursel durch diverse Aktionen für Hilfsprojekte ein, wie zum Beispiel für die Partnerschule in Kolumbien oder für gemeinnützige Vereine. Jährlich findet das Hoffest (Schulfest) statt, bei dem der Reinerlös komplett an das kolumbianische Sozialprojekt des Gymnasiums Oberursel gespendet wird. Schüler, die sich zuvor Sponsoren gesucht haben, laufen beim Spendenlauf auf dem Sportplatz für einen guten Zweck.

## Ausbau im Rahmen des Konjunkturpaktes

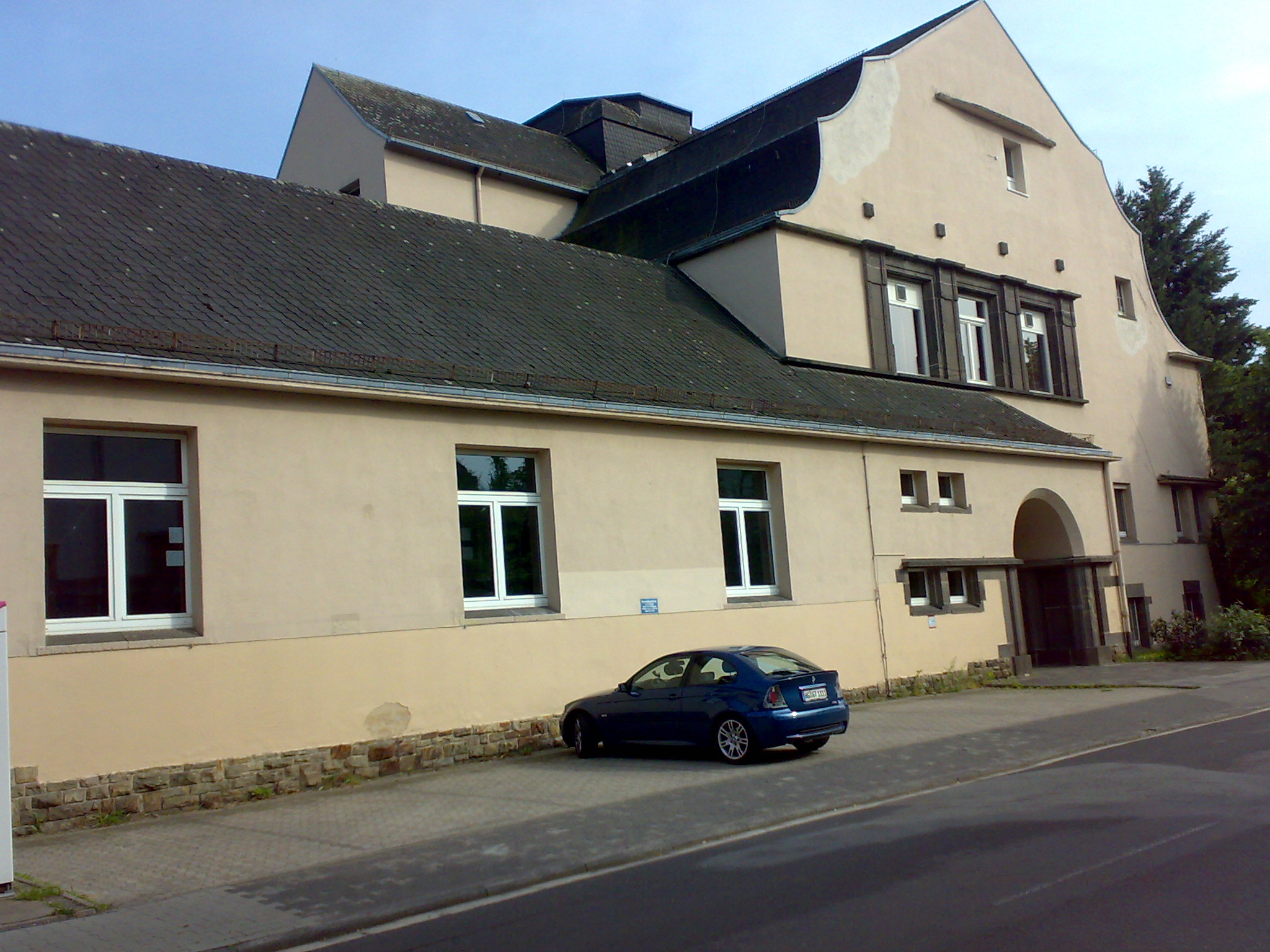
Denkmalgeschützter Altbau

Im Rahmen des Konjunkturpaktes II investiert der Hochtaunuskreis mehr als 57 Millionen Euro (von denen 20 Millionen Euro aus den Mitteln des Konjunkturpaktes stammen) in den Ausbau des Gymnasiums Oberursel. Zum Schuljahr 2011/2012 wurden zwei Anbauten fertiggestellt, die von den Jahrgangsstufen 5 und 6 bezogen wurden. Im zweiten Halbjahr (Winter 2011/2012) wurde auch die dreiteilige Sporthalle, die unter dem Pausenhof liegt, in Betrieb genommen. Der restliche Neubau wurde nach den Sommerferien 2012 genutzt.

## Gebäude
Die sieben Gebäude werden mit den Buchstaben A, B, C, D, E, F, G und S bezeichnet. Dabei ist Gebäude A der denkmalgeschützte Altbau mit der ehemaligen Mediothek und Cafeteria, B ist der sogenannte „Schwimmbadbau“ mit neuen Anbauten, und C ist ein neuer Trakt mit Klassenräumen. In Gebäude D sind die Musikräume, die neue Mediothek und der Ganztagesbereich untergebracht. In Gebäude E befindet sich die große Aula, die während der Schulzeit als Mensa verwendet wird, und in F sind die Fachräume für Naturwissenschaften, die speziell für Experimente ausgestattet sind. Bei G handelt es sich um das Verwaltungsgebäude, und S ist die unterirdische dreifach-Sporthalle. Alle Gebäude sind durch Brücken verbunden.

## Absolventen
- Monika Berberich (* 1942), Gründungsmitglied der Rote Armee Fraktion (RAF)
- Frank Blechschmidt (* 1961), Abgeordneter der FDP im Hessischen Landtag, Parlamentarischer Geschäftsführer der Landtagsfraktion der FDP
- Dominik Faust (* 1954), Geowissenschaftler (Geomorphologe)
- Horst Gies (* 1938), Professor für Didaktik der Geschichte an der FU-Berlin
- Hadayatullah Hübsch (1946–2011), Schriftsteller, Publizist, Vorsitzender des Landesverbands Hessen des Verbands deutscher Schriftsteller, Aktivist der 68er-Bewegung und langjähriger Pressesprecher der Ahmadiyya Muslim Jamaat in der Bundesrepublik Deutschland
- Eberhard Kloke (* 1948), Dirigent und Komponist
- Christoph Müllerleile (1946–2023), Journalist, Kommunalpolitiker, Stadtverordnetenvorsteher in Oberursel, Gründer Deutscher Spendenrat und Deutscher Fundraising Verband, Vorsitzender des Instituts für europäische Partnerschaften und internationale Zusammenarbeit (IPZ) in Hürth
- Fabian Payr (* 1962) ist ein deutscher Musiker, Komponist und Publizist
- Wolfgang Rossi, Journalist, Moderator beim HR-Fernsehen
- Horst Stöcker (* 1952), Physiker, wissenschaftlicher Geschäftsführer des GSI Helmholtzzentrum für Schwerionenforschung in Darmstadt
- Christian Zech (* 1961), Musiker und Kulturmanager
- Dieter Zetsche (* 1953), ehem. Vorstandsvorsitzender der Daimler AG (heute Mercedes-Benz Group)